# Lelek etiopski
Lelek etiopski (Caprimulgus solala) – gatunek średniej wielkości ptaka z rodziny lelkowatych (Caprimulgidae). Znany wyłącznie z jednego okazu z Etiopii. Opisany po raz pierwszy w 1995.

## Odkrycie
3 września 1990 przy drodze w Parku Narodowym Necz Sar (Nechisar Plains), mniej więcej na granicy dwóch regionów Etiopii (Region Narodów, Narodowości i Ludów Południa i Oromia), został znaleziony potrącony lelek. Prawdopodobnie zginął kilka dni lub tydzień przed znalezieniem i został już częściowo wklepany w glebę; sterówki rozwiały się zaraz po wydobyciu szczątków i jedynie lewe skrzydło było w dobrym stanie. Badanie skrzydła wykazało, że jest znacznie większe niż u innych lelkowatych w obszarze Nechisar Plains, do tego ubarwieniem również nie pasowało do znanych już gatunków. W 1997 roku M.G. Ferrero i J.L. Tello zakwestionowali ważność tego taksonu na podstawie tego, że indywidualna zmienność upierzenia lelków nie została wzięta pod uwagę, jednak spotkało się to z repliką autorów pierwszego opisu taksonu. Nowemu ptakowi nadano nazwę Caprimulgus solala (solus – sam, ala – skrzydło).

## Opis holotypu
Okaz, z którego uzyskano holotyp, odnaleziono na bezdrzewnej równinie.
Lewe skrzydło mierzy 188 mm. Częściowa formuła skrzydłowa: 8>9>10>7>6, 5>4>3>2>1. Najbardziej charakterystyczną cechą jest umieszczenie jasnych plam na lotkach – leżą nadzwyczaj blisko, jak na lelka, stawu (nadgarstka). Lotki P10–P7 są czarnobrązowe z czterema niezbyt widocznymi, falistymi płowymi paskami blisko końca chorągiewki wewnętrznej. Wewnętrzne lotki I rzędu (P1–P6) i lotki II rzędu mają barwę czarnobrązową; pokrywają je kasztanowobrązowe pasy szerokości 4–5 mm, nieco szarzejące ku końcowi. Skrzydełko i pokrywy lotek II rzędu również zdobią kasztanowobrązowe pasy. Pokrywy wyższej części skrzydła są czarnobrązowe lub w kolorze sepii, upstrzone czerwonobrązowymi plamami i zakończone płową, okrągłą plamą. Pokrywy podskrzydłowe pomarańczowopłowe lub jasne, czerwonobrązowe; pokrywają je szerokie na najwyżej 4 mm pasy w kolorze ciemnej sepii.

## Status zagrożenia
IUCN uznaje lelka etiopskiego za gatunek narażony na wyginięcie (VU, Vulnerable). Ptak został odnaleziony martwy na drodze w parku narodowym, który mimo ochrony dotknięty jest problemem nadmiernego wypasu, zbyt intensywnej wycinki drewna na opał i materiały budowlane oraz nielegalnych połowów ryb.